# (9683) Rambaldo
(9683) Rambaldo (4099 P-L) – planetoida z pasa głównego asteroid okrążająca Słońce w ciągu 3,44 lat w średniej odległości 2,28 j.a. Odkryta 24 września 1960 roku.